# Nothing But Thieves
Nothing But Thieves je anglická rocková kapela, která vznikla v roce 2012 v Southend-on-Sea v Essexu. Tvoří ji zpěvák a kytarista Conor Mason, kytarista Joe Langridge-Brown, kytarista a klávesista Dominic Craik, baskytarista Philip Blake a bubeník James Price. V roce 2014 podepsali smlouvu s RCA Records a o rok později v říjnu 2015 vydali své debutové eponymní album. Jejich druhé album Broken Machine bylo vydáno v září 2017 a kromě toho, že se umístilo na 2. místě v UK Album Charts, získalo široký ohlas. V říjnu 2018 vydali EP s názvem What Did You Think When You Made Me This Way? V říjnu 2020 následovalo jejich třetí studiové album Moral Panic, které se umístilo na 3. místě britského žebříčku alb.
Jejich styl hudby je přirovnáván k Foals, Civil Twilight, Royal Blood, Radiohead nebo Muse.

## Historie

### 2012–2016: Vznik a debutové album
Singl kapely „Itch“ získal ocenění Hottest Record a Track Of The Day na BBC Radio 1 a také se dostal do playlistu Radio 1, stejně jako byl přidán do kanálu Octane, nových hard-rockových hitů kanálu rádia Sirius XM. Kapelu si jako support pro evropské turné vybral Gerard Way a poté Awolnation. Supportovali také Arcade Fire a Georgi Ezrovi na BRIT Awards pro War Child at the Electric v Brixtonu, vystupovali na show NME Awards a koncertovali s Twin Atlantic, Darlia a Young Guns na samostatných turné po celé zemi. Byli také pozváni na řadu evropských festivalů včetně Reading & Leeds a Isle of Wight Festival. V listopadu 2014 supportovali Twenty One Pilots spolu s Purple v londýnském Electric Brixton. V červenci 2015 supportovali skupině Muse na show Rock In Roma, kde hráli před 30 000 lidmi.
V roce 2015 měli premiérový koncert v České republice, když vystoupili jako předskokani Gerarda Waye v pražském Lucerna Music Baru.
Nothing But Thieves, jejich debutové studiové album, vyšlo 16. října 2015 ve Spojeném království prostřednictvím Sony Music Entertainment a 5. února 2016 v USA prostřednictvím RCA Victor. Toto album bylo produkováno Julianem Emerym, s další produkcí Jima Irvina, Dominica Craika a Larryho Hibbitta, mix pak obstarali Cenzo Townshend a Adam Noble. Album se umístilo na Official UK Albums Charts na 7. místě, na iTunes skončilo na 3. místě a bylo na 1. místě v žebříčcích vinylových alb.
Jejich vyprodané turné „Ban All the Music“ po Spojeném království začalo 19. října 2015. Druhé britské turné, nazvané „Under My Skin“, odehráli v dubnu 2016. Skupina musela některé koncerty tohoto turné odložit, protože byli požádáni, aby supportovali kapele Muse na jejich turné „Drones“. Své nadšení tweetovali na Twitteru a označili tento zážitek za „naprosto úžasný“.
V červnu 2016 oznámili další termíny turné v listopadu a prosinci 2016 v Birminghamu, Manchesteru a Londýně. Turné vyvrcholilo v Brixton Academy s kapacitou 5 000 lidí. V červenci 2016 se představili i v České republice během festivalu Colours of Ostrava. Ke 4. květnu 2017 se prodalo přes 250 000 kopií alba a nashromáždilo se 174 milionů streamů skladeb z alba.

### 2016–2020:Broken MachineaWhat Did You Think When You Made Me This Way?
Na konci května 2017 se uskutečnilo malé turné po britských klubech na podporu „Amsterdam“, prvního singlu z jejich druhého alba Broken Machine, vydaného 8. září 2017. Později, 14. srpna, se druhý singl „Sorry“ stal jejich prvním singlem v hitparádě UK Singles Chart a dostal se na 89. místo. 5. srpna 2017 skupina zahrála pro více než 500 000 lidí na festivalu Woodstock v Polsku. 23. srpna 2017 supportovali kapelám Muse a Biffy Clyro na Vital Festivalu v Belfastu před jejich vyprodaným turné „Broken Machine“. Skupina také vyprodala dvě po sobě jdoucí noci v Roundhouse v Londýně.
30. listopadu 2017 měla skupina v rámci svého evropského turné zastávku i v České republice, kde odehráli vyprodaný koncert v pražské MeetFactory.
Sarah Taylor pro Varsity o jejich albu řekla: „Toto album posouvá hranice více než to minulé. Kapela si svým debutem vydobyla jméno, ale zde je cítit, že se snaží více definovat; v hudbě a textech je více rozmanitosti a také více politiky.“ Joe Langridge-Brown, kytarista a textař řekl, že „všechny písně na albu jsou věci, kterými jsme si prošli nebo o kterých jsme mluvili: Trump, náboženství, fanatismus...“ a „Live Like Animals“ je hymna pro rozčarovanou mládež. Obsahuje verše jako „We put our lives all up for sale / We get our truth in the daily mail“ a „We’re gonna make ’em build a wall / We’re gonna live like animals“. Další skladby, jako je „Broken Machine“ nebo skladba „Number 13“ z Broken Machine (Deluxe), jsou rytmicky experimentálnější: jsou to skladby, které si musíte poslechnout několikrát, než se rozhodnete, zda se vám líbí nebo ne. Já jsem to tak dělal a dělám to.“
30. června 2018 se kapela znovu vrátila do České republiky, když zahrála na festivalu Aerodrome 2018.
Dne 24. srpna 2018 kapela debutovala živě na festivalu Reading s novou skladbou nazvanou „Forever & Ever More“, která byla vydána o několik dní později jako úvodní singl z jejich nového EP What Did You Think When You Made Me This Way. EP vyšlo 19. října 2018 spolu s druhým singlem „Take This Lonely Heart“.

### 2020–2022:Moral PanicaMoral Panic II
18. března 2020 byl vydán první singl z jejich třetího studiového alba s názvem „Is Everybody Going Crazy?“. Dne 23. června 2020 skupina oznámila, že jejich třetí album s názvem Moral Panic vyjde 23. října 2020 spolu s vydáním druhého singlu z alba „Real Love Song“. Následovaly další tři singly „Unperson“, „Impossible“ a „Phobia“. Dne 14. září 2020 bylo oznámeno turné po Spojeném království a Irsku, počínaje zářím 2021. Album bylo vydáno 23. října 2020 a získalo obecně příznivé recenze. Dostalo se na 3. místo v UK Albums Chart. Skupina o albu řekla: „Do jisté míry se jedná o politické album, naším primárním cílem to ale nebylo. Tahle nahrávka je o tlaku moderního světa a o tom, jak nás informační éra proměňuje, Moral Panic je o lidech.“
Navzdory nemožnosti hrát koncerty kvůli pandemii koronaviru byl 8. června 2021 vydán nový singl s názvem „Futureproof“. Byl to první singl z nového EP s názvem Moral Panic II, které bylo oznámeno 9. července 2021 a vydáno 23. července, spolu s druhým singlem „Miracle, Baby“. Kapela o EP řekla: „Neměli jsme pocit, že jsme s tématem Moral Panic skončili. Cílem vydání je prozkoumat některé cesty, o kterých jsme měli pocit, že album možná minulo.“
Kapela podnikla turné po Velké Británii v říjnu 2021, včetně hlavní show v londýnské O2 Areně 8. října 2021. V březnu 2022 začalo jejich evropské turné, při kterém se zastavili dvakrát i v České republice, kde odehráli 30. a 31. března dva vyprodané koncerty v klubu Roxy Prague.
V únoru 2022 kapela vydala singl „Life's Coming in Slow“ ke hře Gran Turismo 7.

### 2023–současnost
15. března 2023 vydali píseň „Welcome to the DCC“, který představili následovně: "Naše nová skladba je jako kopanec přímo do žaludku. Nenechá vás vydechnout. Pro nás je tahle píseň trochu nepříjemná. Nejdřív byla mimo naši komfortní zónu, ale myslím, že čím víc jsme s ní žili, tím víc jsme si ji zamilovali." Píseň je pilotním singlem z připravovaného alba Dead Club City, které mělo původně vyjít 7. července 2023, ale kapela nakonec album vydá již 30. června.
11. června 2023 se Nothing But Thieves představili na zatím největším koncertě v České republice, a to v rámci festivalu Rock for People v Hradci Králové.

## Členové
- Conor Mason – zpěv, kytary
- Joe Langridge-Brown – kytary, doprovodné vokály
- Dominic Craik – kytary, klávesy, piano, doprovodné vokály
- Philip Blake – basová kytara
- James Price – bicí, drum machine

## Diskografie

### Studiová alba
| Titul               | Podrobnosti o albu                                        |
| ------------------- | --------------------------------------------------------- |
|                     |                                                           |
| Nothing But Thieves | - Vydáno: 16. října 2015 (US) - Label: Sony Music UK, RCA |
| Broken Machine      | - Vydáno: 8. září 2017 - Label: Sony Music UK             |
| Moral Panic         | - Vydáno: 23. října 2020 - Label: Sony Music UK           |
| Dead Club City      | - Vydáno: 30. června 2023 - Label: Sony Music UK          |

### EP
| Titul                                         | Podrobnosti o EP                                                     |
| --------------------------------------------- | -------------------------------------------------------------------- |
| If You Don't Believe, It Can't Hurt You       | - Vydáno: 28. října 2013 - Label: Voleur Records                     |
| Graveyard Whistling                           | - Vydáno: 18. července 2014 - Label: War Road Music, Razor &amp; Tie |
| Ban All the Music                             | - Vydáno: 7. července 2015 - Label: Sony Music UK, RCA               |
| Urchin                                        | - Vydáno: 16. října 2015 - Label: Sony Music UK, RCA, Voleur Records |
| What Did You Think When You Made Me This Way? | - Vydáno: 19. října 2018 - Label: Sony Music UK, RCA                 |
| Moral Panic II                                | - Vydáno: 23. července 2021 - Label: Sony Music UK                   |